# Keburusan
Keburusan is een bestuurslaag in het regentschap Purworejo van de provincie Midden-Java, Indonesië. Keburusan telt 853 inwoners (volkstelling 2010).